# Andrésy
Andrésy est une commune française située dans le département des Yvelines dans l'arrondissement de Saint-Germain-en-Laye, en région Île-de-France à 20 kilomètres de Paris.

## Géographie

### Situation
Andrésy est une commune riveraine de la Seine, qui se trouve sur la rive droite du fleuve au confluent de l’Oise, dans le nord-est des Yvelines, près de la limite du Val-d'Oise. Elle se situe à 10 km environ au nord-ouest de Saint-Germain-en-Laye, chef-lieu d'arrondissement et à 25 km environ au nord-ouest de Versailles, préfecture du département.
Le territoire communal englobe une île de la Seine, l’île Nancy, ainsi qu’une bande de terre sur la rive gauche de la Seine, limitrophe d’Achères.

### Communes limitrophes
Les communes limitrophes sont Maurecourt au nord, Chanteloup-les-Vignes à l’ouest, Carrières-sous-Poissy au sud et à l’est Achères sur la rive gauche de la Seine et Conflans-Sainte-Honorine sur la rive gauche de l’Oise.
Andrésy est également proche de l’agglomération nouvelle de Cergy-Pontoise au nord ainsi que de la ville de Poissy au sud.

### Hydrographie

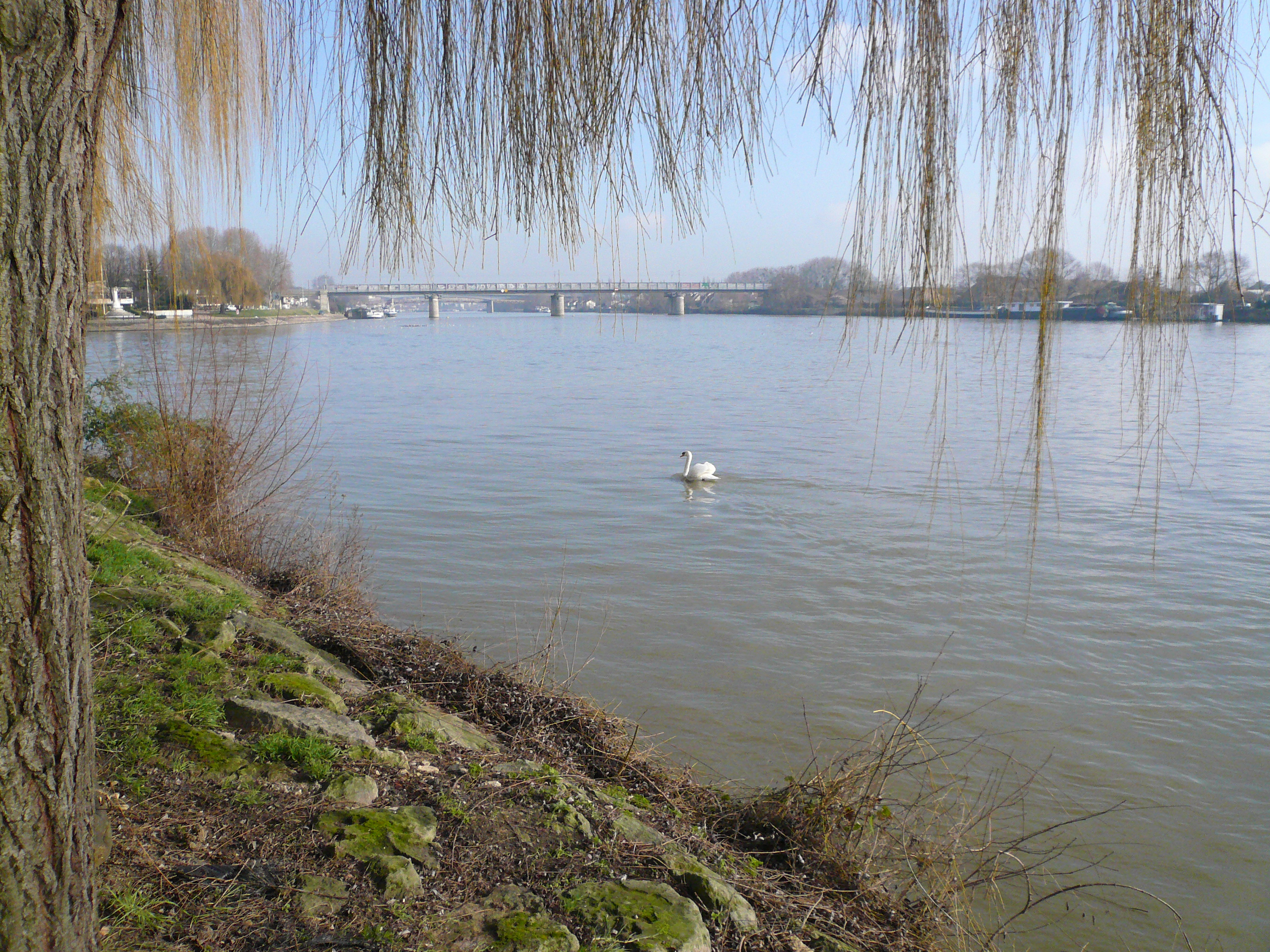
Vue sur le pont de Conflans sur la Seine.

Andrésy appartient au bassin versant de la Seine.
Le territoire longe la rive droite de l'Oise sur environ un kilomètre, la rive droite de la Seine sur environ quatre kilomètres et la rive gauche sur environ 2,5 km.
Au droit d'Andrésy la Seine est divisée en deux bras, le bras principal côté rive gauche sur lequel se trouve le barrage d'Andrésy équipé de deux écluses, et le bras d'Oise ou bras d'Andrésy côté rive droite. Ce dernier, long de 4,9 km se prolonge vers le sud sur le territoire de Carrières-sous-Poissy le long de l'île de la Dérivation.
L'île d'Andrésy, longue d'environ trois kilomètres et large de 100 à 300 mètres, est formée par la soudure de plusieurs îles. Dans sa partie nord, VNF a construit en mars 2010 une échelle à poissons sous la forme d'une rivière artificielle de 180 mètres de long et dix de large, pour permettre aux poissons migrateurs de contourner le barrage.
La commune est concernée par les risques d'inondations liés aux crues de la Seine et de l'Oise. Côté ville, les zones inondables se situent surtout dans le secteur nord-est de la commune près du confluent. L'île Nancy et le territoire de la rive gauche sont totalement en zone inondable.
Dans le cadre du « plan de prévention des risques d’inondation (PPRI) de la vallée de la Seine et de l'Oise, les zones inondables ont été classées en zone verte, rouge ou bleue selon l'importance de l'exposition aux risques d'inondation. La zone verte, très exposée et peu urbanisée ou restée à l'état naturel voit son urbanisation interdite pour préserver le champ d’expansion de crue de la Seine ; il s'agit de l'île Nancy en quasi-totalité et du secteur de rive gauche en partie. Les zones rouge et bleue concernent des secteurs également exposés mais déjà urbanisés où toute nouvelle urbanisation est interdite, mais où l'entretien et le renouvellement des installations existantes peuvent être autorisés sous certaines conditions, lesquelles sont plus strictes en zone rouge où l'aléa inondation est plus élevé.

### Géologie
La colline sur laquelle repose Andrésy s'élève jusqu'à 190 mètres. Elle est recouverte de meulières, reposant sur 50 mètres de sable. S'ensuit une couche imperméable d'argiles et de marnes, qui retient une nappe aquifère. À la base, on découvre une épaisse couche de gypse sur un lit de calcaire lutétien.

### Climat
Pour des articles plus généraux, voir Climat de l'Île-de-France et Climat des Yvelines.
En 2010, le climat de la commune est de type climat océanique dégradé des plaines du Centre et du Nord, selon une étude du CNRS s'appuyant sur une série de données couvrant la période 1971-2000. En 2020, Météo-France publie une typologie des climats de la France métropolitaine dans laquelle la commune est dans une zone de transition entre le climat océanique et le climat océanique altéré et est dans la région climatique Sud-ouest du bassin Parisien, caractérisée par une faible pluviométrie, notamment au printemps (120 à 150 mm) et un hiver froid (3,5 °C).
Pour la période 1971-2000, la température annuelle moyenne est de 11,6 °C, avec une amplitude thermique annuelle de 15,1 °C. Le cumul annuel moyen de précipitations est de 650 mm, avec 10,3 jours de précipitations en janvier et 7,5 jours en juillet. Pour la période 1991-2020, la température moyenne annuelle observée sur la station météorologique la plus proche, située sur la commune de Pontoise à 8 km à vol d'oiseau, est de 12,5 °C et le cumul annuel moyen de précipitations est de 666,7 mm,. Pour l'avenir, les paramètres climatiques de la commune estimés pour 2050 selon différents scénarios d'émission de gaz à effet de serre sont consultables sur un site dédié publié par Météo-France en novembre 2022.

## Urbanisme

### Typologie
Au 1er janvier 2024, Andrésy est catégorisée grand centre urbain, selon la nouvelle grille communale de densité à sept niveaux définie par l'Insee en 2022.
Elle appartient à l'unité urbaine de Paris, une agglomération inter-départementale regroupant 407  communes, dont elle est une commune de la banlieue,,. Par ailleurs la commune fait partie de l'aire d'attraction de Paris, dont elle est une commune du pôle principal,. Cette aire regroupe 1 929 communes,.

### Utilisation du territoire
| Type d'occupation           | Pourcentage | Superficie (en hectares) |
| --------------------------- | ----------- | ------------------------ |
| Espace urbain construit     | 36,4 %      | 253,50                   |
| Espace urbain non construit | 7,5 %       | 51,89                    |
| Espace rural                | 56,1 %      | 390,92                   |
| Source : Iaurif             |             |                          |

Avec 696 hectares, soit moins que la moyenne yvelinoise de 872 hectares, le territoire communal est relativement restreint. Il est majoritairement rural, à 56,1 %, l'espace urbain construit occupant 254 hectares, soit 36,4 % du territoire total.
L'espace rural se partage sensiblement à parts égales entre bois et forêts sur 130 hectares (18,6 % du territoire communal) et l'agriculture sur 135 hectares, soit 19,5 % du territoire, dont la grande majorité (121 hectares) en grandes cultures, céréales, colza, le reste comprenant des cultures maraîchères.
La partie boisée se trouve d'une part sur les hauteurs du nord-ouest de la commune, qui appartiennent au bois de l'Hautil, massif forestier qui couvre au total 1 250 hectares sur huit communes, et d'autre part dans l'île Nancy qui est très boisée.
L'espace urbain ouvert, consacré aux parcs et jardins et terrains de sports, est relativement limité avec 52 hectares, soit 7,5 % du territoire.
La surface consacrée à l'habitat couvre 196 hectares (28,2 % de la superficie totale) et comprend essentiellement des habitations individuelles qui s'étendent sur 167 hectares.
L'habitat collectif couvre environ 29 hectares, notamment dans le centre ancien et dans le nord-est de la commune.
Les activités économiques et commerciales occupent 14 hectares (soit 2,1 % du territoire total). Ces implantations sont consacrées pour un cinquième à des bureaux.

### Habitat
| Logements                                        | Nombre en 2007 | % en 2007 | nombre en 2012 | % en 2012 | nombre en 2017 | % en 2017 |
| ------------------------------------------------ | -------------- | --------- | -------------- | --------- | -------------- | --------- |
| Total                                            | 5 323          | 100 %     | 5 347          | 100 %     | 5 810          | 100 %     |
| Résidences principales                           | 4 935          | 92,7 %    | 4 904          | 91,7 %    | 5 420          | 93,3 %    |
| → Dont HLM                                       | 517            | 10,5 %    | 603            | 12,3 %    | 733            | 13,5 %    |
| Résidences secondaires et logements occasionnels | 91             | 1,7 %     | 89             | 1,7 %     | 37             | 0,6 %     |
| Logements vacants                                | 297            | 5,6 %     | 354            | 6,6 %     | 353            | 6,1 %     |
| Dont :                                           |                |           |                |           |                |           |
| → maisons                                        | 2 575          | 48,4 %    | 2 633          | 49,3 %    | 2 678          | 46,1 %    |
| → appartements                                   | 2 704          | 50,8 %    | 2 664          | 49,8 %    | 3 066          | 52,8 %    |

Entre 1949 et 1967, Andrésy connait une forte expansion de la construction d'habitat pavillonnaire. Après 1970, face à l'augmentation massive de la population, la commune se partage entre habitat individuel (44 %) et collectif, contrairement aux communes limitrophes, telles que Maurecourt ou Chanteloup-les-Vignes, où l'habitat collectif est prôné.

### Transports et déplacements
La navigation sur la Seine devient un enjeu majeur à partir de 1837. À cette date, une première loi sur le perfectionnement de la Seine est votée, puis en 1946, la canalisation de cette dernière est votée. Le cours de la Seine offre un mouillage de 1,60 mètre et une navigation plus facile. Le trafic devient alors important.
En transports en commun, la commune est desservie par :
- 2 gares de la Ligne J du Transilien (Andrésy et Maurecourt) ;
- les lignes 20, 40, 41, 59, 72, 74 et 91 du Réseau de bus Poissy les Mureaux ;
- la ligne Extrême Soirée du Réseau de bus du Mantois ;
- la ligne N155 du réseau de bus Noctilien.

Sur le plan routier, la route départementale 55, établie à la limite ouest de la commune, constitue une voie de contournement de la ville entre le nord et le sud. Le pont Boussiron de la route départementale 48 relie la ville à Conflans-Sainte-Honorine.

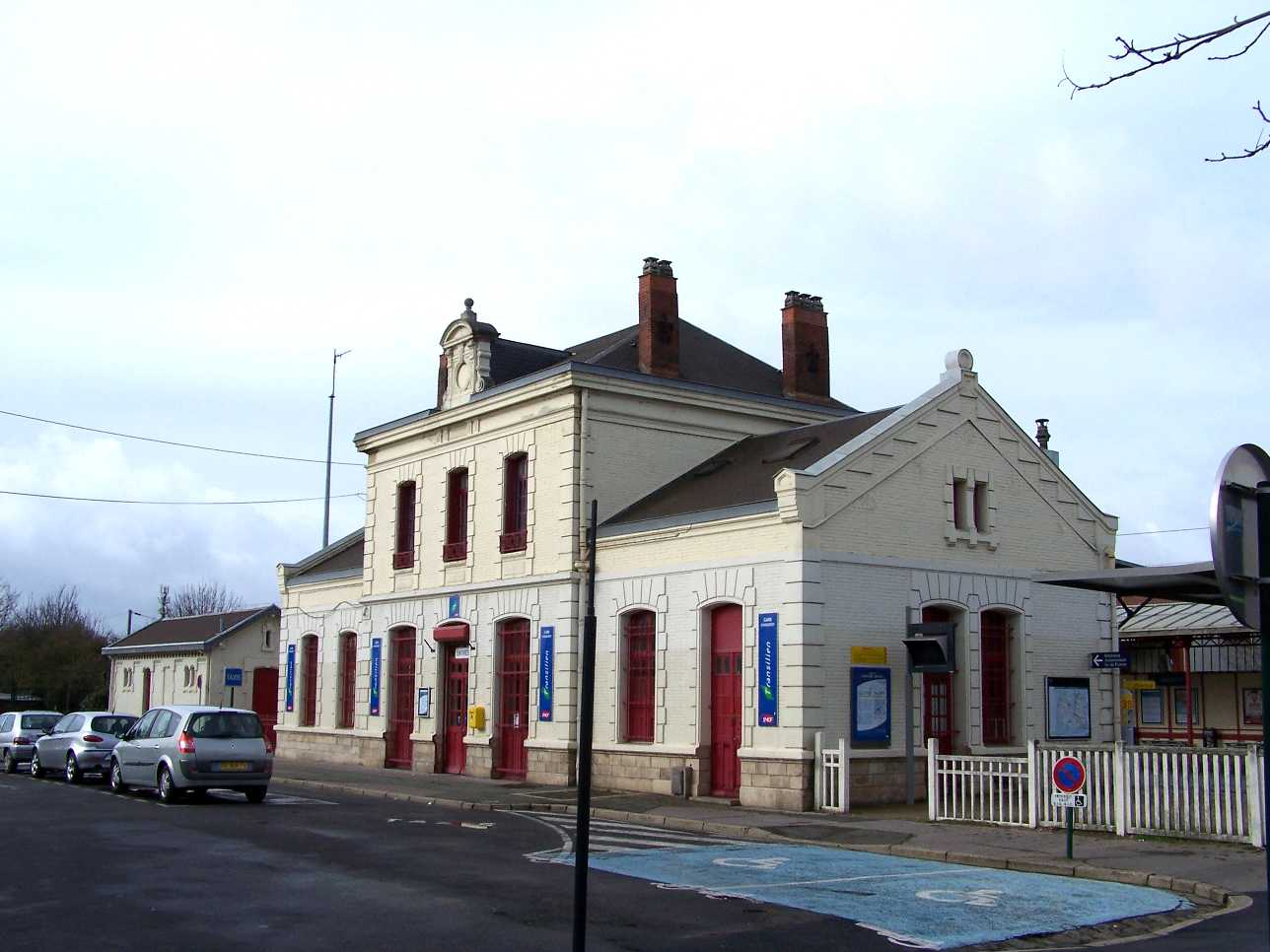
Gare d'Andrésy.
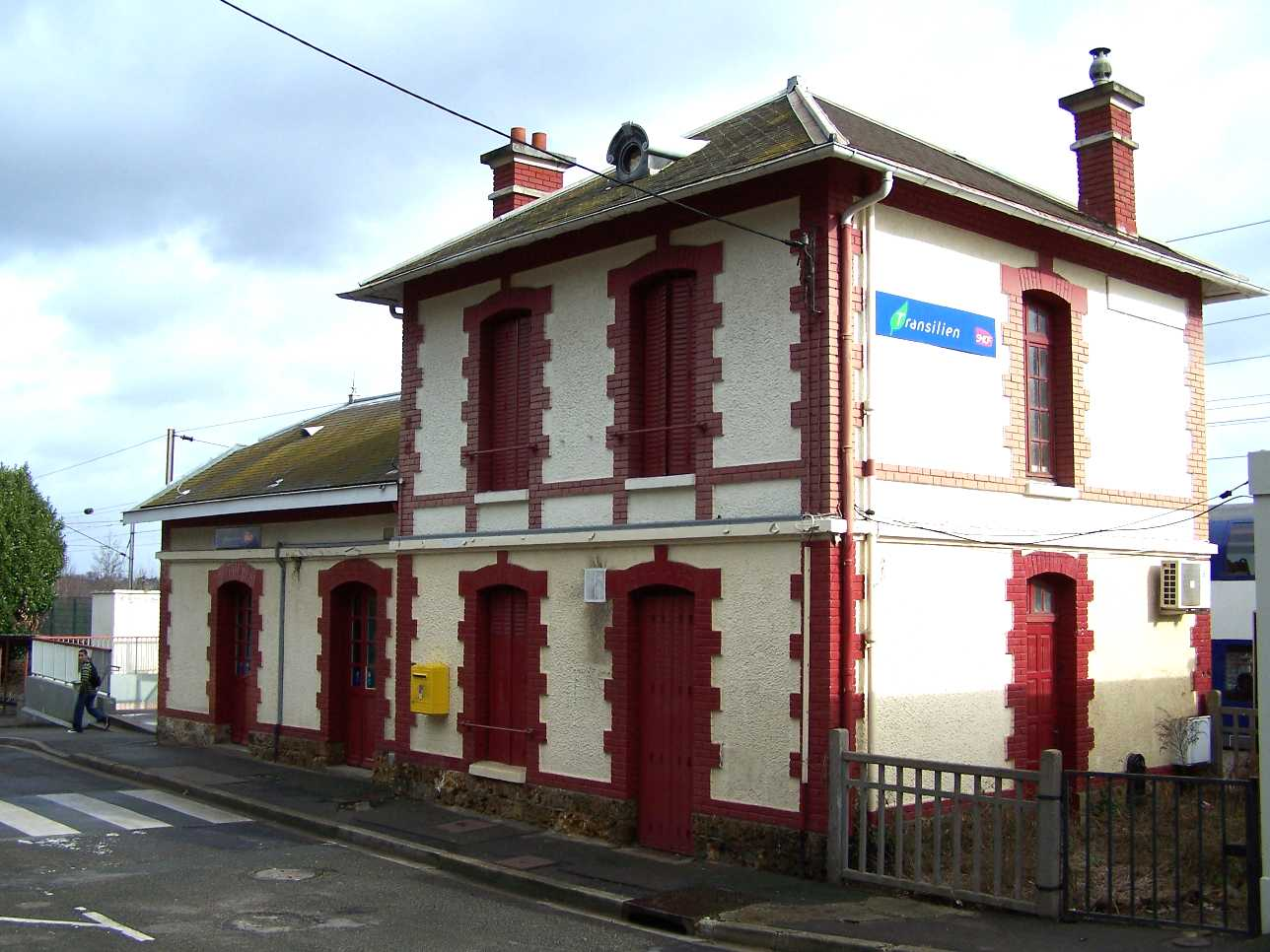
Gare de Maurecourt.

## Toponymie
Le tout premier nom d'Andrésy, au IVe siècle, fut Anderitianorum Parisiis, « le grand gué des Parisiis », du gaulois ande, « grand », et ritu, « gué »,,.
Le nom de la localité est attesté sous les formes Onresiacus villa en 851, Undresiacum et Andriziacum au XIe siècle et Andresiacum en 1190, Andresi au XIIIe siècle.
Il s'agit d'une formation toponymique en -(i)acum, dont le premier élément Andrés- représente un anthroponyme.
Peut-être le nom de personne germanique Unricus, tombé plus tard dans l'attraction du prénom André.

## Histoire

### Iersiècle
Au Ier siècle av. J.-C., Jules César et les Romains installent, sous le nom de Classis Anderitianorum, une flotte chargée de surveiller le confluent entre Seine et Oise. Les Andéritiens s'installèrent définitivement en aval du confluent et donnèrent le nom de Undresiacum à leur campement, qui deviendra par la suite Andresiacum, Anderita puis « Andrésy ».

### IIIesiècle-IVesiècle
Sous le règne de l'empereur romain Dèce (249-251), les Andéritiens, devenus alors polythéistes se convertissent à la fin du IVe siècle par saint Nicaise venu évangéliser les bords de Seine.

### Vesiècle-VIesiècle
En l'an 500, Clovis fait don de la terre d'Andrésy, par un acte royal à l'évêché de Paris, qui en assure protection et sécurité. Cette donation fut confirmée six fois de Charlemagne à Charles VII.

### VIIIesiècle
Un diplôme de Chilpéric, en 710, est daté d'« Andresy ».

### IXesiècle
Sous Inchadus (810-831), successeur d'Erchanrade Ier, eut lieu le 6 juin 829 le huitième concile de Paris où il fut décidé qu'Andrésy dépendrait de Saint-Germain-des-Prés.
À partir de cette époque, les Andéritiens enterrent leurs morts à flanc de coteau, d'abord en pleine terre puis dans des sarcophages. En 1890, lors de la construction de la voie ferrée Argenteuil-Mantes, une nécropole de 492 tombes fut découverte. Certains sarcophages renfermaient bijoux, poteries et fragments d'habits. Ils sont actuellement conservés au musée d'Archéologie nationale de Saint-Germain-en-Laye ainsi qu'au musée archéologique du Val-d'Oise à Guiry-en-Vexin.
Pendant tout le Moyen Âge, le bourg féodal fut très important. Il est en effet dans la liste des lieux où le roi se doit d'avoir un gîte. De petites fortifications ont été construites : quatre portes principales, où se tenaient les corps de garde, fermaient le village. D'autres portes non gardées étaient fermées par les villageois eux-mêmes à la tombée de la nuit, afin de préserver le bourg des pillards ou des animaux sauvages.

### XIVesiècle-XVesiècle
Pendant la guerre de Cent Ans, le village fut occupé par les Anglais, de 1346 à 1423, jusqu'à sa libération par Charles VII en 1441. Pourtant lors du traité de Brétigny, en 1360, le parlement de Paris décide que la seigneurie d'Andrésy-Jouy-le-Moutier contribuerait pour une cotisation de 24 livres pour la délivrance du roi Jean. Les seigneurs Mathieu de Villette et Guy de Guibray furent chargés de percevoir la cotisation et de la faire parvenir au Trésor.
À partir de 1450 environ, le village appartient à la famille de Lisle. Elle y possède un château (à l'emplacement du centre culturel).

### XVIesiècle
En 1592, Andrésy fut l'un des villages choisis pour tenir des conférences au sujet de la conversion de Henri IV.

### XVIIesiècle
Le 7 décembre 1667, Joachim de Lisle, marquis d'Andrésy, seigneur de Boisemont, Puiseux et Courdimanche y mourut et y fut enterré. Son fils Charles de Lisle qui en hérita vendit la terre d'Andrésy au marquis de Louvois et au chapitre de Paris.

### XVIIIesiècle
En 1775, le domaine devient la propriété de la famille de Bourbon-Condé, puis en 1779, de la princesse Marie-Charlotte de Rohan-Bourbon, puis de Marie-Louise de Rohan-Soubise, gouvernante des enfants de France. Par la suite, les chanoines du chapitre de Paris échangèrent la terre de Vélizy contre celle d'Andrésy et en restèrent les seuls propriétaires jusqu'à la Révolution française.
À la Révolution, Andrésy comprend encore Maurecourt. Le village possède un grand vignoble (341 hectares) et des terres cultivables (322 hectares) : on cultive alors les céréales, les pommes de terre, la vigne et il y a de belles prairies. On y recense 1 055 habitants. Le 4 juin 1791, une délibération du district de Saint-Germain-en-Laye détache Maurecourt du territoire d'Andrésy. De même, Denouval est séparé de Chanteloup et rejoint Andrésy. Trois ans plus tard, la ville voit ses portes détruites, les bâtiments et les terres sont vendus à M. Durupt-Baleine de Versailles.

### XIXesiècle

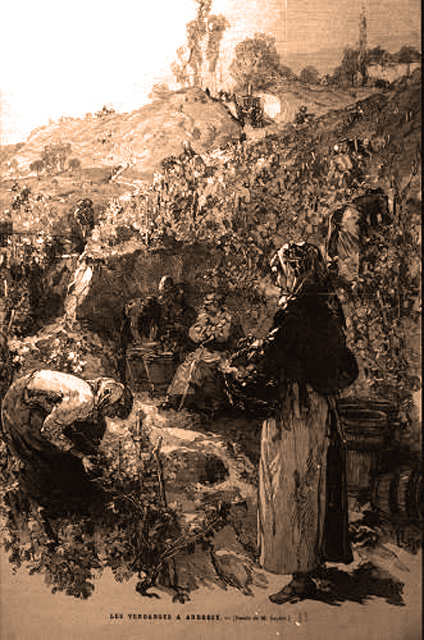
Vendanges à Andrésy en 1883, document non sourcé.

À la fin du XVIIIe siècle, le château est détruit pour être reconstruit vers 1820 et transformé en maison de campagne. Il est ensuite transformé en manufacture d'articles de Paris, acquise par la municipalité en 1873, pour y installer la mairie, les services communaux, l'école des garçons, et en 1888, l'école des filles. En 1948, la bâtisse sera transformée en centre culturel.
Après la prise de pouvoir de Napoléon Ier, les habitants de la commune doivent supporter l'occupation des Alliés et subir leurs réquisitions. En 1827, le général Louis Lepic meurt dans sa maison de notable, dite château Lepic, à Andrésy.
Au XIXe siècle sont construits des barrages sur la Seine : un à Notre-Dame-de-la-Garenne (Saint-Pierre-la-Garenne), un à Poses, un à Meulan et deux à Andrésy même. Le premier, non éclusé, en amont à la tête de l'île de Nancy, et un autre à Denouval, mobile et éclusé. La ville connaît un trafic important. Très vite, on installe un premier service régulier de remorquage destiné à pallier l'absence de touage sur le cours de l'Oise. De nombreux mariniers viennent alors vivre dans la commune, non loin de la Seine.
À partir de cette époque, la ville développe sa batellerie. À l'instar de Conflans-Sainte-Honorine, Andrésy devient une cité batelière. Au quartier de Fin-d'Oise, il a été sauvegardé le bâtiment de la Société générale de touage et de remorquage de la Seine et de l'Oise. Jusqu'en 1870, la ville connaît une forte prospérité. Lorsque la guerre franco-prussienne éclate, deux divisions prussiennes séjournent dans la région mais n'ont pas habité Andrésy.
En 1892, la gare d'Andrésy-Chanteloup est ouverte, puis deux ans plus tard, la halte de Maurecourt. La population parisienne profite de ces ouvertures pour voyager et découvrir les bords de Seine. Des restaurants, guinguettes s'y installent. Se développent alors de nombreuses infrastructures : les adductions d'eau, la transformation des lanternes de pétrole, et le téléphone en 1898. S'ensuit l'arrivée des premières automobiles. Parallèlement, la production agricole s’accroît : on y compte 203 exploitations agricoles. La vigne y est prédominante avec une production de 3 000 hectolitres par an. À partir de cette époque, de nombreuses célébrités viennent vivre dans la commune : Caroline Otero, actrice de variétés, l'écrivain Julien Green, le journaliste George Delamare.

### XXesiècle

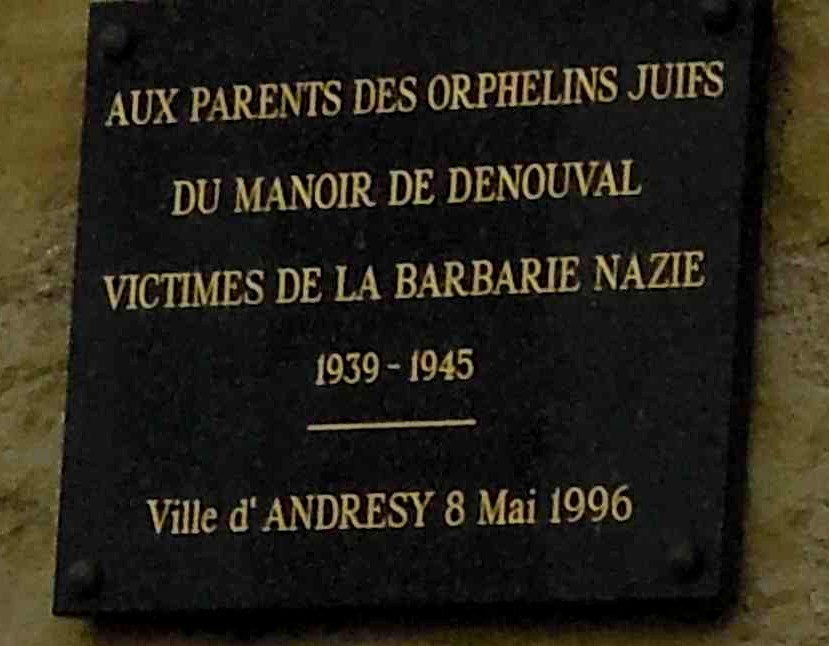
Plaque commémorative sur le site du manoir de Denouval.

Pendant la Première Guerre mondiale, la commune accueillit des troupes en cantonnement. Durant ce conflit, 69 Andrésiens sont morts ; leurs noms sont inscrits sur le monument aux morts.
La commune était desservie par la ligne Pontoise-Poissy ouverte en 1912 et fermée en 1934. L'ancienne gare de la Compagnie des chemins de fer de grande banlieue est l'actuelle Maison des associations. 
Pendant la Seconde Guerre mondiale, les Allemands s'installent à Andrésy à partir du 13 juin 1940. Le 3 mars 1944, le bombardement du quartier de Denouval par l’aviation alliée cause 33 morts parmi la population. La ville est libérée le 19 août 1944.
Le manoir de Denouval, construit entre 1904 et 1908 par Pierre Sardou, fils du dramaturge Victorien Sardou, fut de 1945 à 1949 la propriété de la Commission centrale de l'enfance (CCE) auprès de l'Union des juifs pour la résistance et l'entraide (UJRE), organisme qui s'occupe de recueillir des orphelins victimes de la persécution des juifs dans des foyers situés notamment à Andrésy, Arcueil, Montreuil, le Raincy, Livry-Gargan et Aix-les-Bains. Environ 200 enfants au total y ont séjourné. Une plaque commémorative en l'honneur de leurs parents est apposée sur un mur extérieur du site, rue du Général-Leclerc.
Après la guerre, la population quintuple. En conséquence du découpage du département de Seine-et-Oise par la loi du 10 juillet 1964 portant réorganisation de la région parisienne, Andrésy fait partie du département des Yvelines depuis le 1er janvier 1968.

## Politique et administration

### Rattachements administratifs et électoraux

#### Rattachements administratifs
Antérieurement à la loi du 10 juillet 1964, la commune faisait partie du département de Seine-et-Oise. La réorganisation de la région parisienne en 1964 fit que la commune appartient désormais au département des Yvelines et à son arrondissement de Saint-Germain-en-Laye, après un transfert administratif effectif au 1er janvier 1968.
Elle faisait partie de 1801 à 1964 du canton de Poissy, année où elle intègre le canton de Conflans-Sainte-Honorine  de Seine-et-Oise puis des Yvelines. En 1985, la ville devient le chef-lieu du canton d'Andrésy. Dans le cadre du redécoupage cantonal de 2014 en France, cette circonscription administrative territoriale a disparu, et le canton n'est plus qu'une circonscription électorale.

#### Rattachements électoraux
Pour les élections départementales, la commune fait partie depuis 2014 du canton de Conflans-Sainte-Honorine.
Pour l'élection des députés, elle fait partie de la septième circonscription des Yvelines.

### Intercommunalité
Andrésy était membre de la communauté d'agglomération des Deux Rives de Seine, un établissement public de coopération intercommunale (EPCI) à fiscalité propre créé en 2006.
Dans le cadre des prescriptions de la loi de modernisation de l'action publique territoriale et d'affirmation des métropoles (loi MAPAM), qui impose la création de territoires d'au moins 200 000 habitants[réf. nécessaire] dans la grande couronne de Paris, cette intercommunalité a fusionné avec ses voisines pour former, le 1er janvier 2016, la communauté urbaine Grand Paris Seine et Oise (GP S&O) qui regroupe 73 communes et environ 400 000 habitants, et dont Andrésy est désormais membre.

### Tendances politiques et résultats
Lors du second tour des élections municipales de 2020, où le maire sortant Hugues Ribault (DVD) ne se représentait pas, la liste menée par Lionel Wastl (EELV) obtient 44,97 % des suffrages exprimés, devançant celle , de Virginie Muneret (SE, 40,28 %) et celle de l'ancien maire-adjoint aux finances Denis Faist, soutenu par le maire sortant (DVD, 14,73 %).

### Politique de développement durable
La ville a engagé une politique de développement durable en lançant une démarche d'Agenda 21 en 2009.

### Jumelages
Andrésy est jumelée avec les communes de :
- Haren (Basse-Saxe) (Allemagne) depuis 1988 ;
- Vlagtwedde (Groningue) (Pays-Bas) depuis 2000 ;
- Oundle (Northamptonshire) (Royaume-Uni) depuis 2001 ;
- Międzyrzecz (Pologne) depuis 2005 ;
- Korgom (Niger) depuis 2001 (jumelage-coopération).

## Population et société

### Démographie

#### Évolution démographique
L'évolution du nombre d'habitants est connue à travers les recensements de la population effectués dans la commune depuis 1793. Pour les communes de plus de 10 000 habitants les recensements ont lieu chaque année à la suite d'une enquête par sondage auprès d'un échantillon d'adresses représentant 8 % de leurs logements, contrairement aux autres communes qui ont un recensement réel tous les cinq ans,.

En 2022, la commune comptait 13 663 habitants, en évolution de +5,72 % par rapport à 2016 (Yvelines : +2,72 %, France hors Mayotte : +2,11 %).
| 1793  | 1800  | 1806 | 1821 | 1831 | 1836 | 1841 | 1846 | 1851 |
| ----- | ----- | ---- | ---- | ---- | ---- | ---- | ---- | ---- |
| 1 079 | 1 017 | 938  | 895  | 919  | 942  | 862  | 945  | 937  |

| 1856 | 1861 | 1866 | 1872 | 1876 | 1881 | 1886  | 1891  | 1896  |
| ---- | ---- | ---- | ---- | ---- | ---- | ----- | ----- | ----- |
| 907  | 952  | 939  | 942  | 970  | 962  | 1 117 | 1 256 | 1 265 |

| 1901  | 1906  | 1911  | 1921  | 1926  | 1931  | 1936  | 1946  | 1954  |
| ----- | ----- | ----- | ----- | ----- | ----- | ----- | ----- | ----- |
| 1 323 | 1 310 | 1 469 | 1 759 | 1 977 | 2 234 | 2 456 | 2 968 | 3 279 |

| 1962  | 1968  | 1975  | 1982   | 1990   | 1999   | 2006   | 2011   | 2016   |
| ----- | ----- | ----- | ------ | ------ | ------ | ------ | ------ | ------ |
| 4 189 | 4 876 | 8 927 | 11 185 | 12 548 | 12 485 | 12 558 | 11 980 | 12 924 |

| 2021   | 2022   | - | - | - | - | - | - | - |
| ------ | ------ | - | - | - | - | - | - | - |
| 13 230 | 13 663 | - | - | - | - | - | - | - |

#### Pyramide des âges
En 2018, le taux de personnes d'un âge inférieur à 30 ans s'élève à 36,8 %, soit en dessous de la moyenne départementale (38,0 %). De même, le taux de personnes d'âge supérieur à 60 ans est de 21,5 % la même année, alors qu'il est de 21,7 % au niveau départemental.
En 2018, la commune comptait 6 383 hommes pour 6 695 femmes, soit un taux de 51,19 % de femmes, légèrement inférieur au taux départemental (51,32 %).
Les pyramides des âges de la commune et du département s'établissent comme suit.
| Hommes | Classe d’âge | Femmes |
| ------ | ------------ | ------ |
| 0,4    | 90 ou +      | 1,5    |
| 5,2    | 75-89 ans    | 7,7    |
| 13,6   | 60-74 ans    | 14,3   |
| 20,3   | 45-59 ans    | 19,7   |
| 21,4   | 30-44 ans    | 22,2   |
| 16,6   | 15-29 ans    | 14,6   |
| 22,5   | 0-14 ans     | 20,0   |

| Hommes | Classe d’âge | Femmes |
| ------ | ------------ | ------ |
| 0,6    | 90 ou +      | 1,4    |
| 6      | 75-89 ans    | 7,8    |
| 13,5   | 60-74 ans    | 14,8   |
| 20,7   | 45-59 ans    | 20,1   |
| 19,6   | 30-44 ans    | 19,9   |
| 18,5   | 15-29 ans    | 16,8   |
| 21,2   | 0-14 ans     | 19,2   |

### Vie culturelle
La commune offre un espace culturel Saint-Exupéry, qui propose des animations et des spectacles variés. Elle a mis en place une bibliothèque, des ateliers artistiques, une école de musique et de danse, et une cyber-base[réf. nécessaire].

### Santé
La commune propose de nombreux professionnels de santé : ambulances, ophtalmologue, cardiologue, orthophoniste, dentiste, pédiatre, dermatologue, pédicure podologue, gastro-entérologue, gynécologue, phlébologue, infirmier, prothésiste dentaire, kinésithérapeute, psychiatre, psychologue, sophrologue, médecin généraliste, stomatologue, opticien, vétérinaire…[réf. nécessaire]

### Enseignement
La commune dispose de six écoles maternelles et quatre écoles élémentaires, qui accueillent 1 400 enfants[Quand ?].
Le collège Saint-Exupéry regroupe environ 1 000 élèves. La ville disposait aussi du Centre des formations industrielles de la chambre de commerce et d'industrie de Paris. Existant depuis 1932, ce centre de formation d'apprentis a fermé ses portes en septembre 2015. Il devrait être démoli au profit d'un projet immobilier. Cette école accueillait des formations en mécanique automobile et poids lourds, en transport routier, en logistique, en horticulture, en chauffagiste et climatique, en acoustique architecture et menuiserie, et en électrotechnique. Le site dispose d'un internat en meulière classé, ainsi que son jardin, vendu dans le cadre associatif à la CCIP, d'une cantine, d'un gymnase, d'un terrain de football et d'un magnifique jardin... une perte inestimable pour le secteur de l'apprentissage que le gouvernement tente cette année de relancer.

### Sports
La ville propose de nombreuses activités sportives à ses habitants : Triathlon, billard, basket-ball, cyclisme, tennis de table, pêche, aviron, natation, danse, judo, football, gymnastique, karaté, équitation, roller, volley-ball et yoga.
Chaque dernier dimanche de novembre ont lieu les 20 Bornes d'Andrésy. Ce semi-marathon (et aussi 10 km, 5 km, et 2 km) fait courir environ 2 000 personnes à travers les rues d'Andrésy.

### Associations
La commune regroupe différentes associations : Anciens Combattants, Associations Culturelles, Associations d'Usagers et d'Environnement, Associations de Commerçants, Associations Scolaires, et Associations Sociales[réf. nécessaire].

### Lieux de cultes
- Culte catholique en la paroisse catholique, située en centre-ville.

### Manifestations culturelles et festivités
La ville participe au concours des villes et villages fleuris et possède deux fleurs en 2007 ainsi que deux libellules du label Ville Nature.
Chaque année, la ville organise un rassemblement de voitures anciennes. En 2016, l'ancien rugbyman Sébastien Chabal y assiste d'ailleurs.

## Économie
En 1846, Jacques Louis Lemaire-Daimé, manufacturier achète l'ancienne propriété de la comtesse de Marsan pour y installer une manufacture d'articles de Paris. Cette usine produisait des pétards, en papier et des articles pour fumeurs. Parallèlement, il fait construire une école pour garçons, pour y enseigner l'art du tourneur, le découpage, l'estampage des métaux. Après la Première Guerre mondiale, en 1919, J.E. Jonhson fait construire une fabrique de clous et un atelier de serrurerie, qui cessa son activité en 1980, pour être détruite en 2007.

## Culture locale et patrimoine

### Lieux et monuments

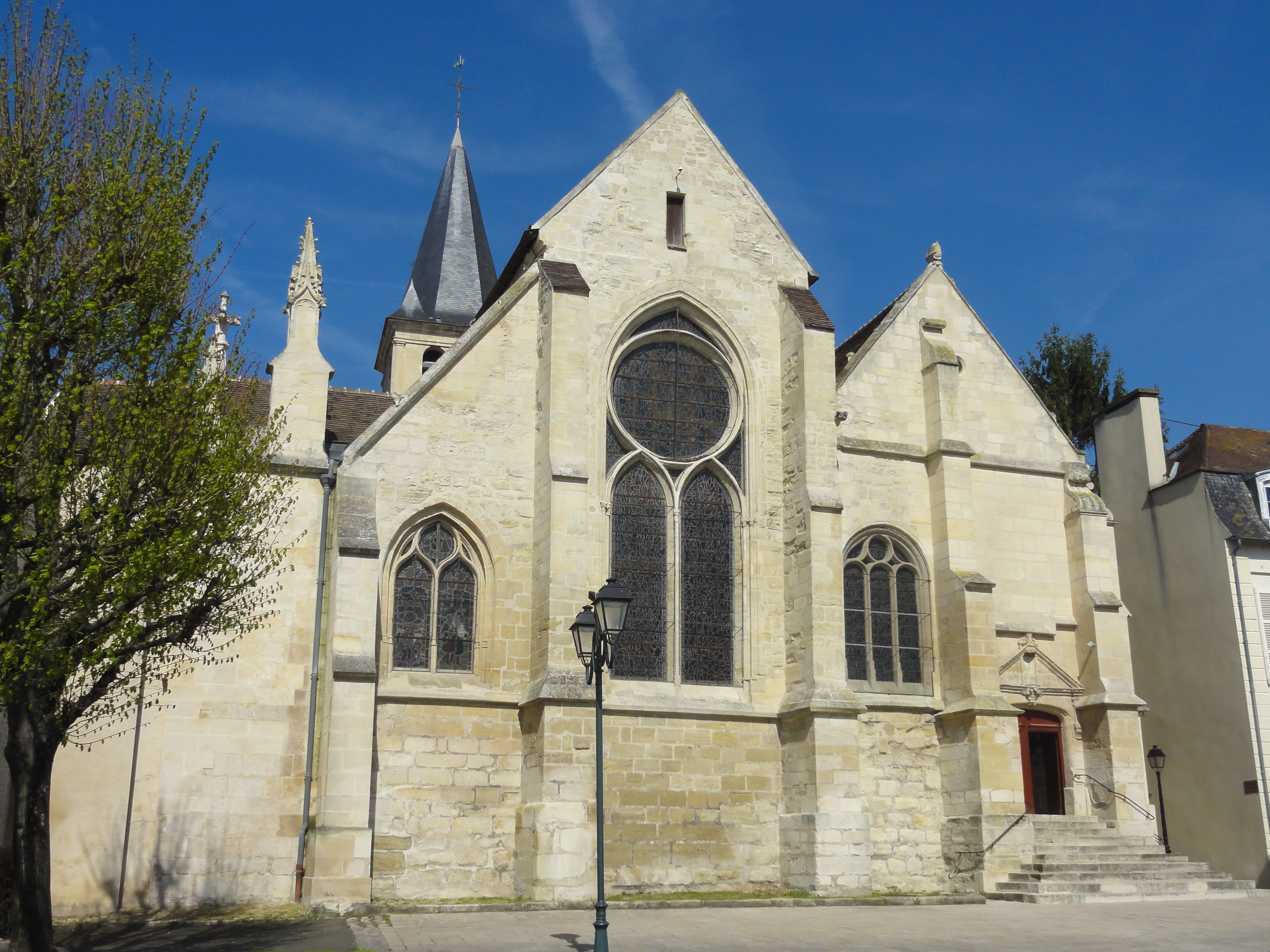
Chevet de l'église Saint-Germain.

Andrésy compte trois monuments historiques sur son territoire :
- l'église Saint-Germain, boulevard Noël-Marc (classée monument historique par arrêté du 25 avril 1949[51]) : son noyau est un édifice gothique de plan allongé, avec un vaisseau central avec triforium et fenêtres hautes, et deux bas-côtés, le tout voûté d'ogives, et se terminant par un chevet plat. Hormis sa grande fenêtre du chevet, qui fut aménagée après coup, la période de construction de cette église de dimensions considérables et de belle facture peut être située entre la fin du XIIe et le premier quart du XIIIe siècle. Comme la plupart des grandes églises de la région, elle subit des modifications de structure après la guerre de Cent Ans. À partir de 1517, la moitié orientale du bas-côté sud est reconstruite, et munie de quatre petites chapelles rectangulaires, le tout dans le style gothique flamboyant. Une génération plus tard, sous le règne de François Ier, un agrandissement de plus grande envergure est entrepris du côté nord. Pour l'adjonction d'un vaste collatéral, presque aussi large que la nef et son bas-côté sud réunis, l'ancien bas-côté nord est démoli, et l'élévation septentrionale du vaisseau central est successivement reprise en sous-œuvre. Le collatéral Renaissance est remarquable pour ses chapiteaux évoquant Saint-Maclou de Pontoise et trois verrières datant en partie d'origine, mais ses proportions sont peu favorables, tant pour l'aspect trapu que pour la stabilité. Deux autres verrières du XVIe siècle subsistent dans le bas-côté sud[52] ;

- la demeure dite Rêve Cottage, 18, avenue de Fin-d'Oise (inscrite monument historique par arrêté du 12 juin 2006[53]) : ce pavillon de plan polygonal irrégulier, accolée à une maison plus ancienne, proviendrait de l'Exposition universelle de 1900. Des panneaux en céramique signés H. Cannes recouvrent l'ensemble des élévations extérieures, et évoquent l'Asie d'est. Ils ont été fabriqués par Villeroy & Boch. À l'intérieur, plus grand-chose du décor d'origine ne subsiste. Le soubassement rustique, en ciment armé gravé de branchages feints, n'a été créé qu'au moment du transfert du pavillon vers Andrésy. Il le met au même niveau que la salle à manger de la maison attenante[53] ;
- la croix de cimetière romane, au cimetière municipal (classée monument historique par arrêté du 4 mai 1943[54]).

On peut également signaler :

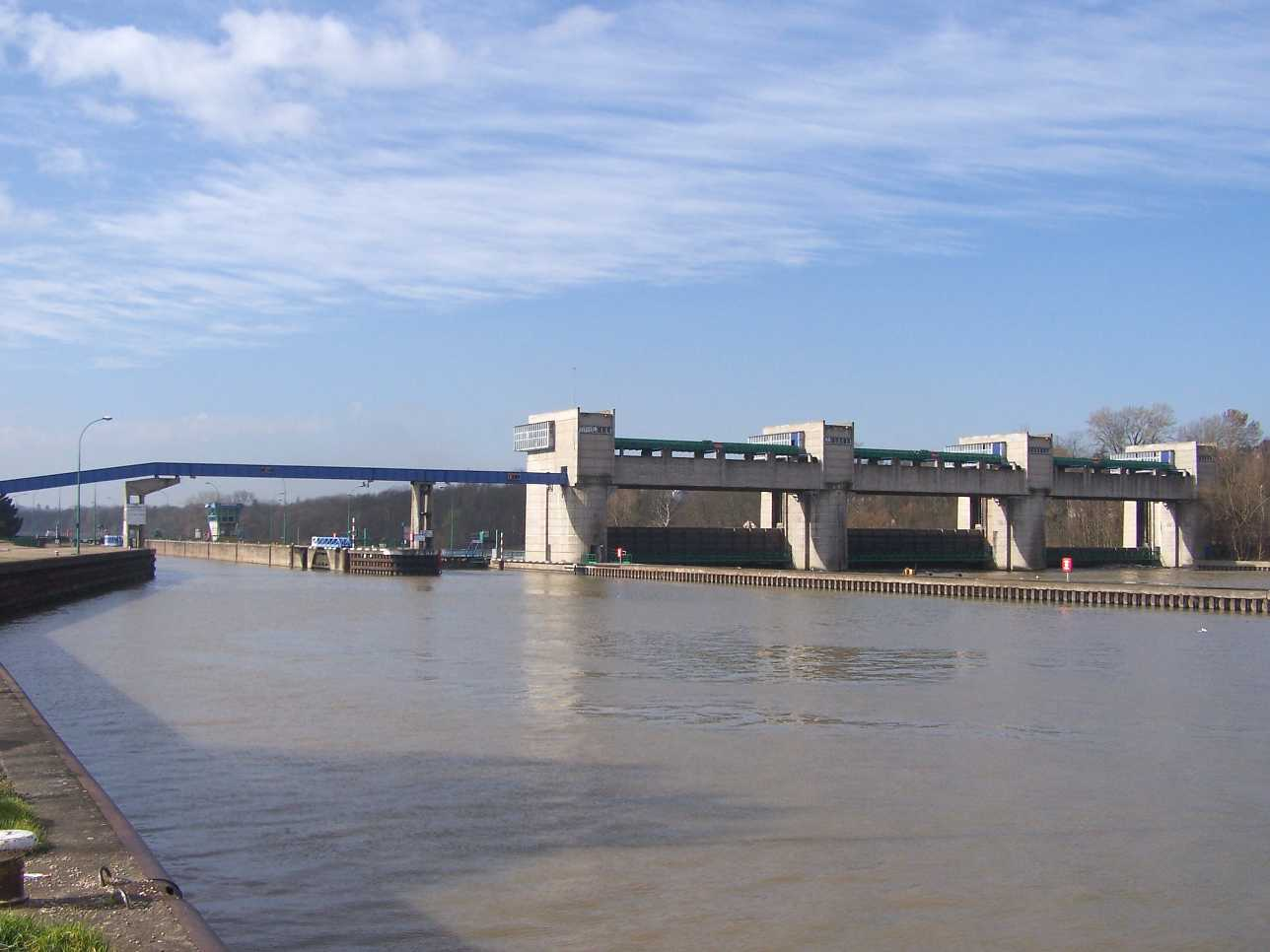
Le barrage-écluse.

- le barrage-écluse d'Andrésy, en aval immédiat du confluent de la Seine et de l'Oise au point kilométrique 72.500, remplace un premier barrage à aiguilles construit en 1845. C'est un barrage à vannes levantes / abaissantes type wagon. Il comporte trois passes navigables de 30,50 m. Son inauguration et mise en service intervient en décembre 1957. À partir de novembre 1959, le barrage ancien est démonté. En période de crue, lorsqu'il y a égalité des biefs aval et amont, et une tendance à la hausse, les vannes des trois passes sont levées en partie haute de l'ouvrage. La navigation s'effectue ainsi directement par le barrage ;
- la construction de l'écluse à grand gabarit de 185 × 24 × 5 m d’Andrésy a commencé en 1970. Les travaux de construction se sont poursuivis jusqu'en 1975 avec la réalisation de nouveaux abords. Sans qu'il y ait de date officielle de mise en service de l'ouvrage, la date à retenir est le 8 novembre 1974, jour où le premier bateau, le pousseur Okapi, a été éclusé ;
- dès 1989, la ville s'est dotée d'une zone de protection du patrimoine architectural et urbain (loi de décentralisation du 7 janvier 1983 qui crée les ZPPAU devenues les ZPPAUP depuis 1993)[55] : certains espaces architecturaux, urbains ou paysagers sont donc protégés ;
- les vestiges d’un cimetière mérovingien ;
- le château du Faÿ, XVe siècle ;
- le château de la Barbannerie ;
- le manoir de Denouval. Il fut construit entre 1904 et 1908, à l'instigation de sa propriétaire madame Sarah Hershey Marsh, par Pierre Sardou architecte en chef des monuments historiques et fils du dramaturge Victorien Sardou[56] ;
- la mairie : le bâtiment, de style Louis XV, a été édifié par Jean Anatolie en 1861. Les aménagements du jardin (grotte, kiosque, etc.) ont disparu avec le temps ;
- le collège Saint-Exupéry, 2008, des architectes Philippe Ameller et Jacques Dubois.

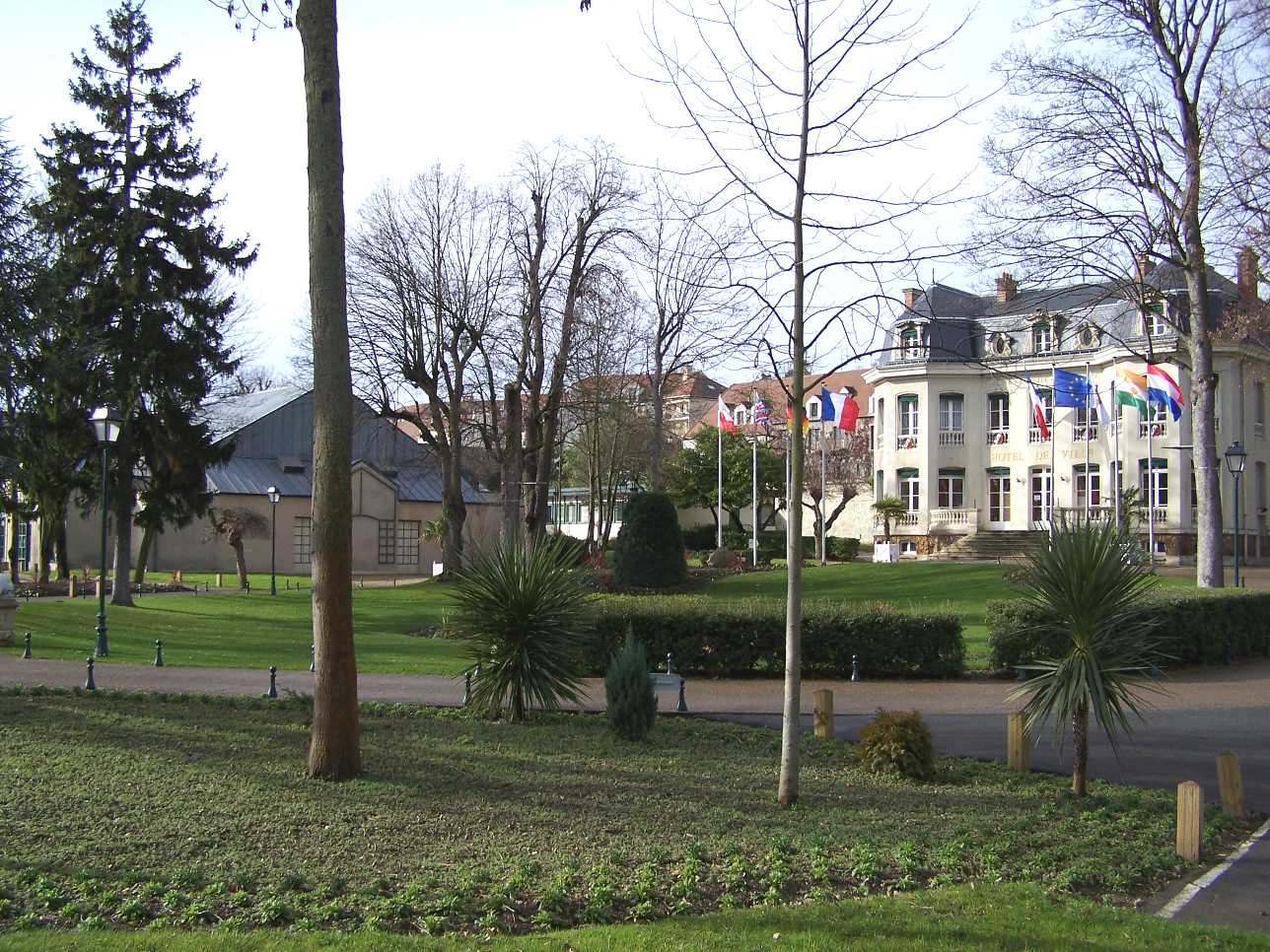
Parc de l'hôtel de ville.
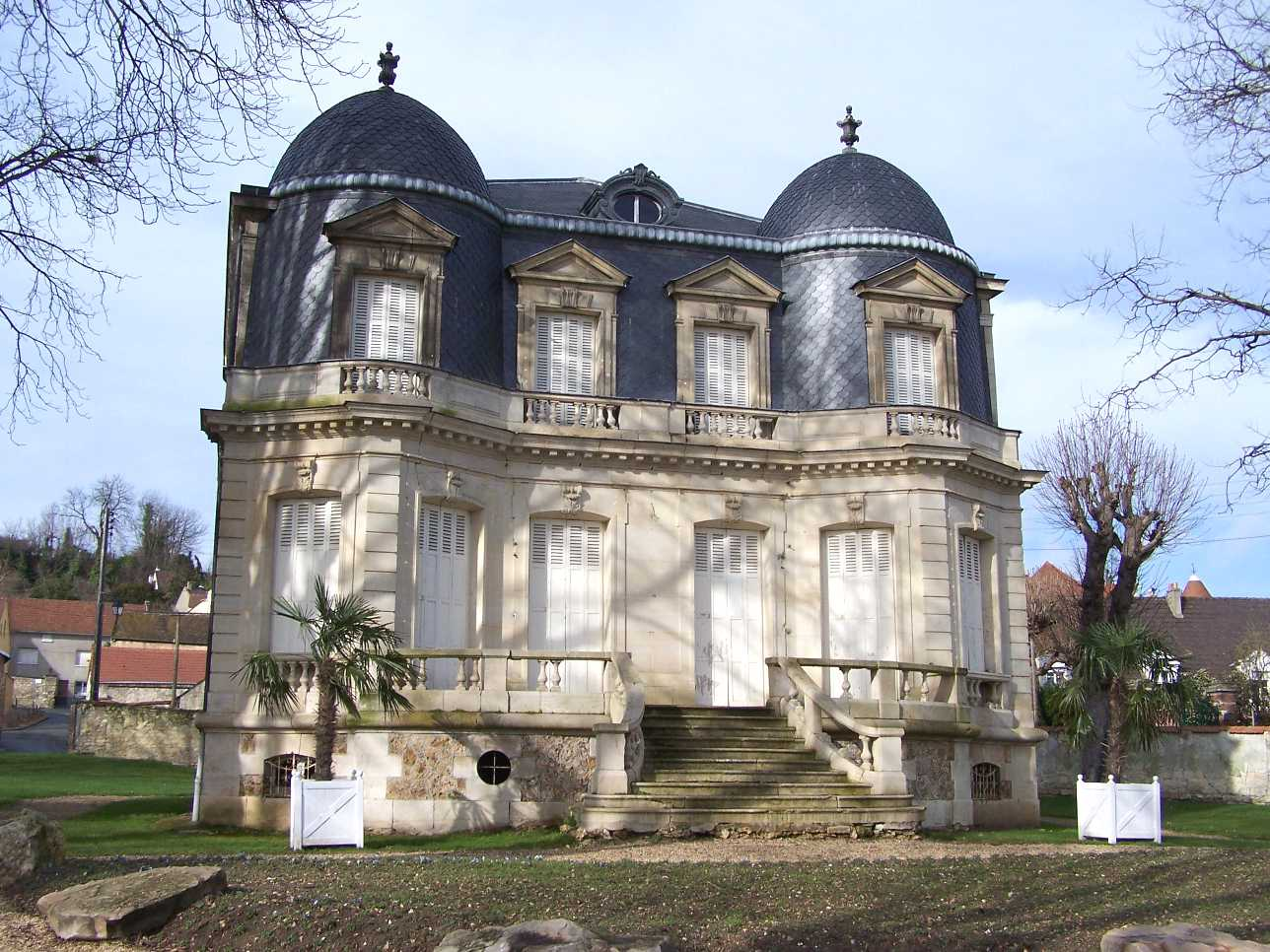
Château près de l'hôtel de ville (annexe de l'hôtel de ville).
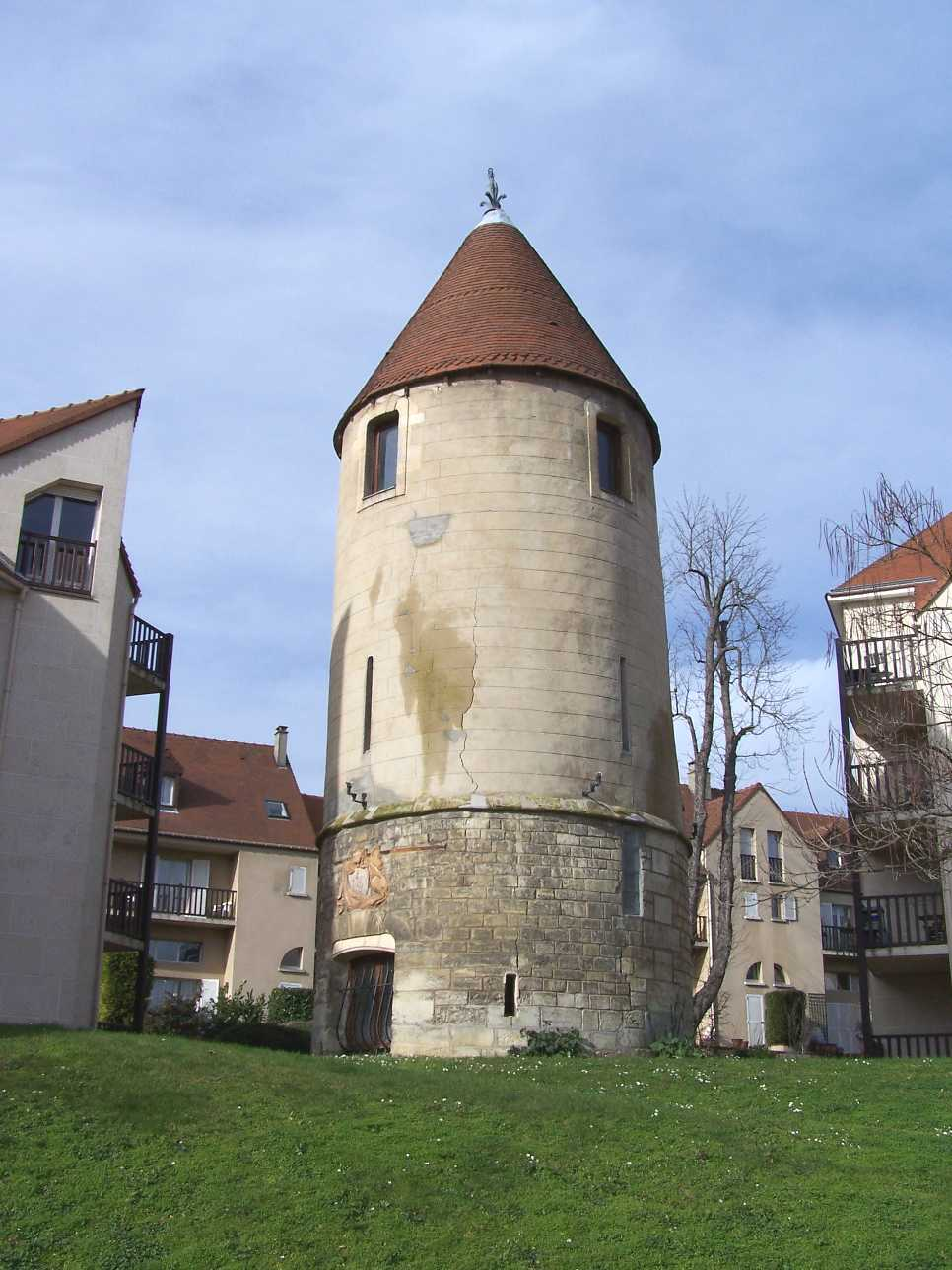
Une tour dans le village.
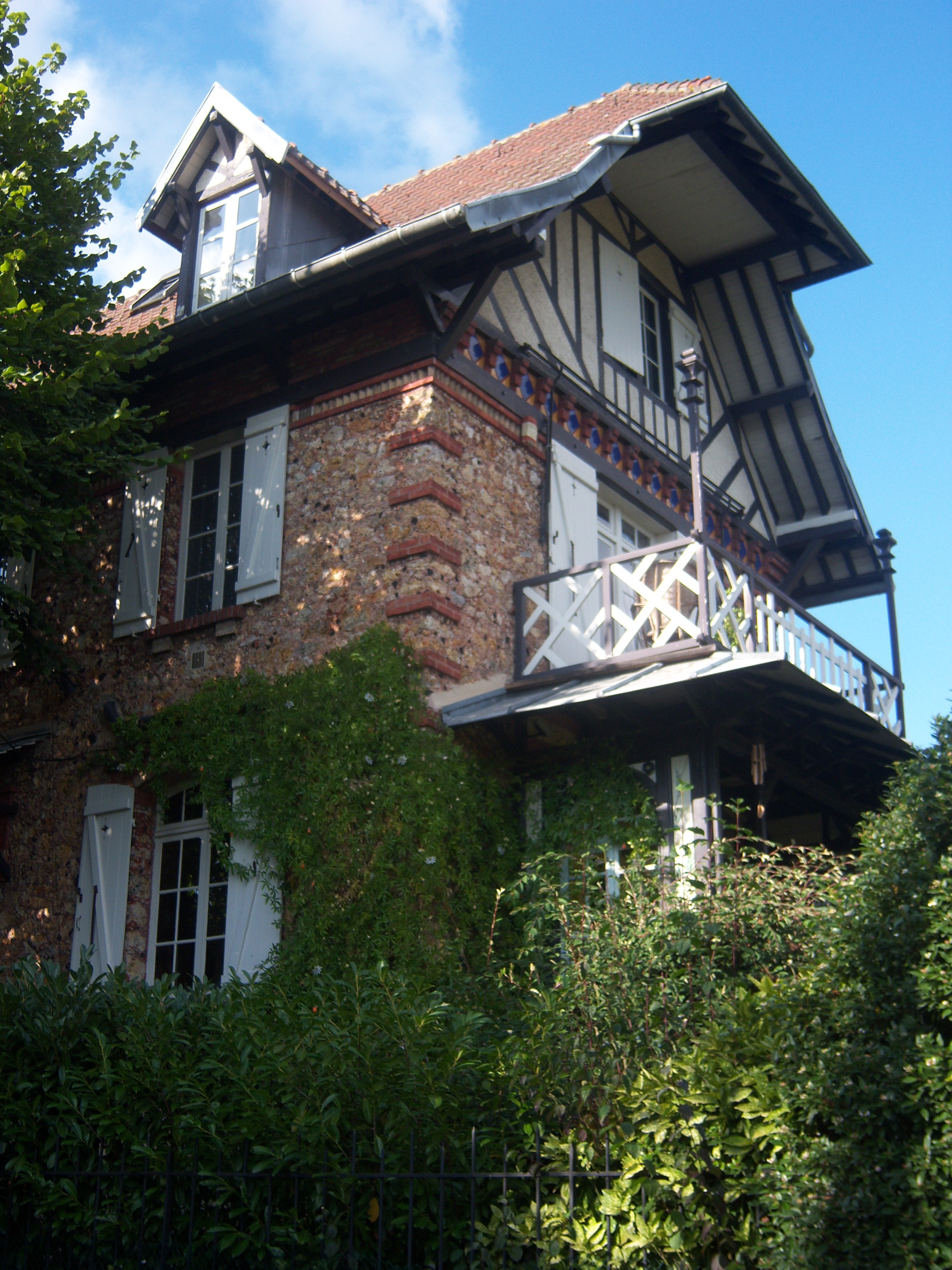
Demeure Rêve Cottage, 1900 ( Inscrit MH).
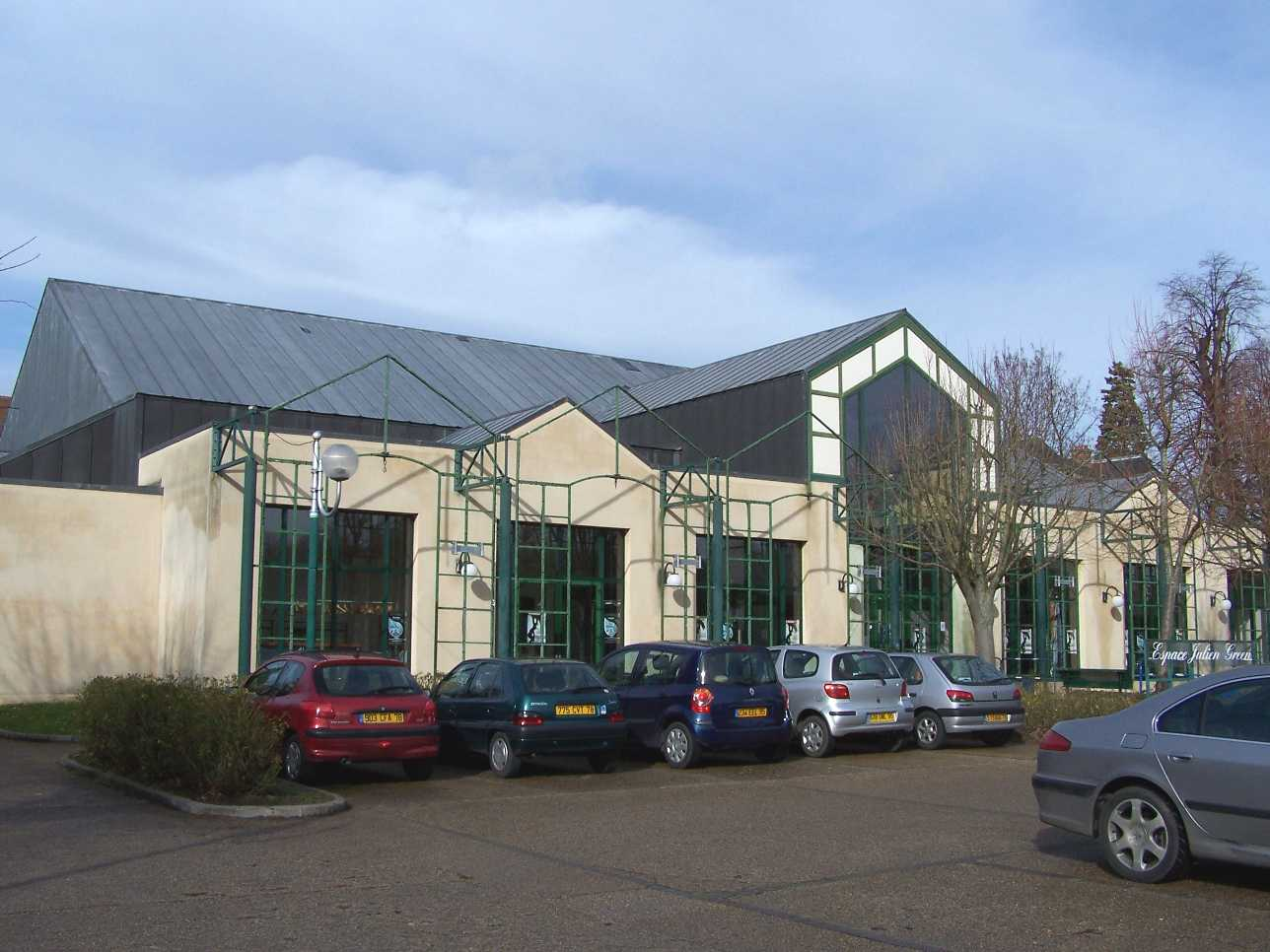
Espace Julien-Green.
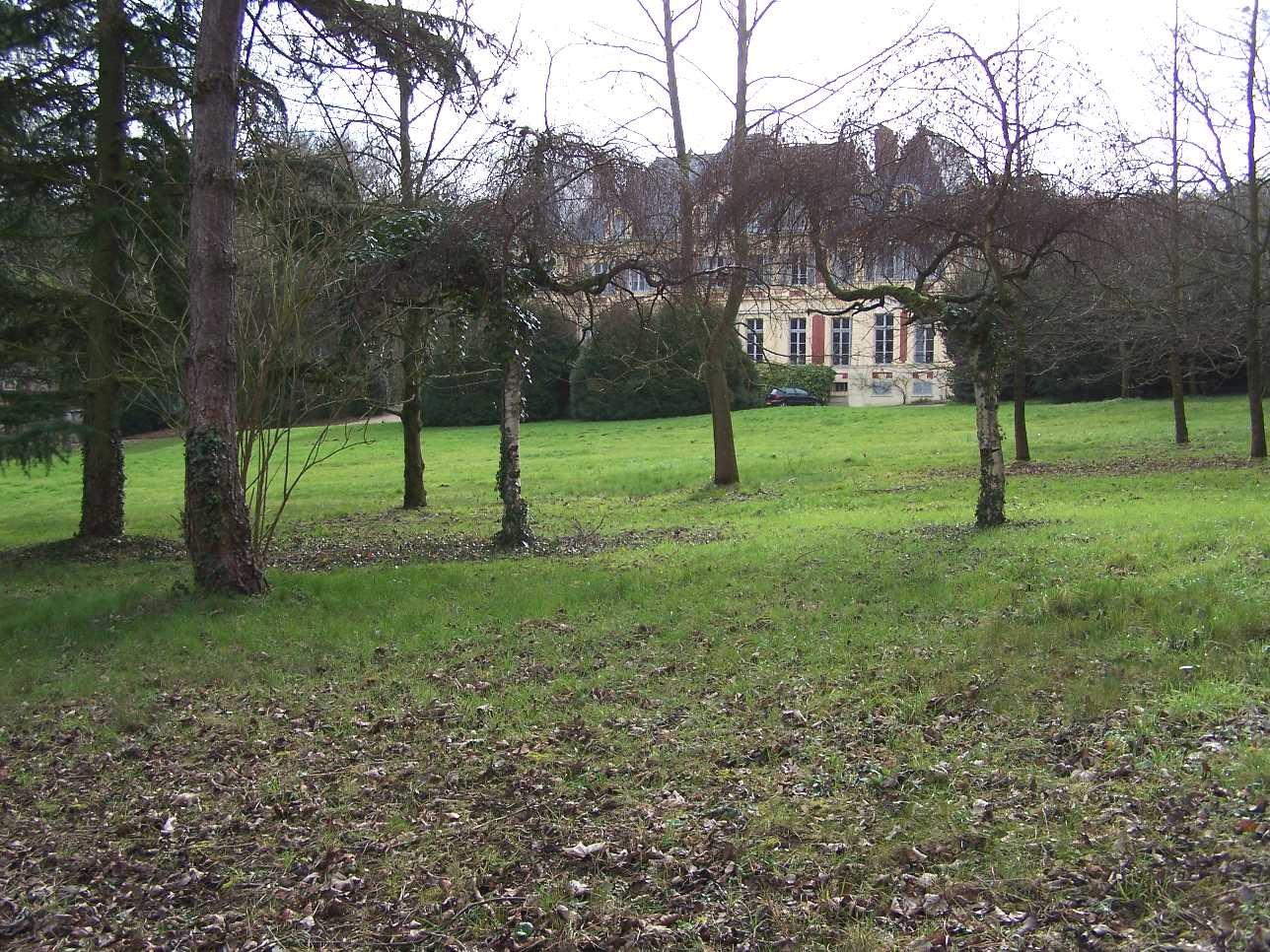
Château du Faÿ.
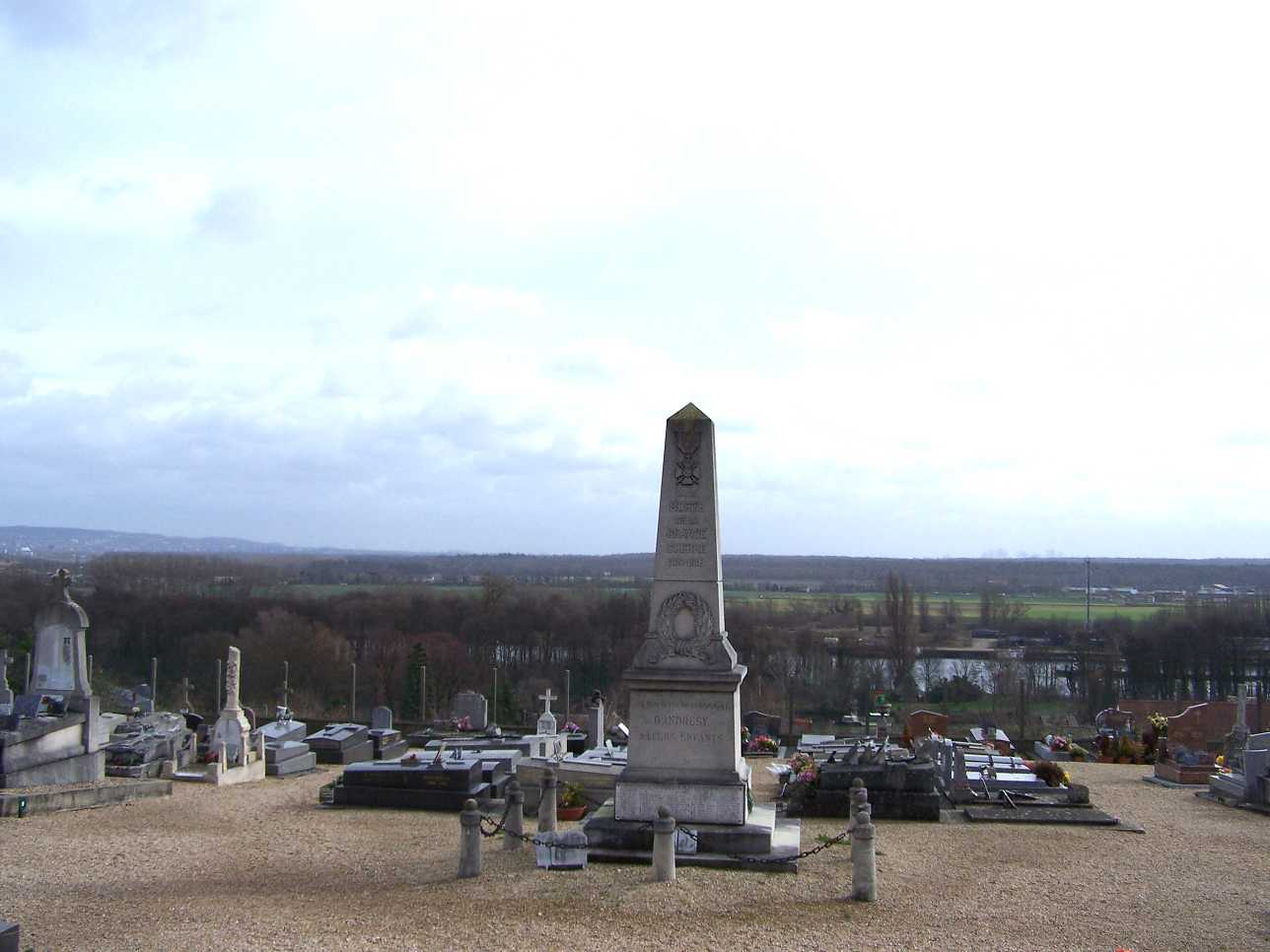
Le monument aux morts dans le cimetière. Au loin, en rive gauche, la plaine d'Achères et la forêt de Saint-Germain.
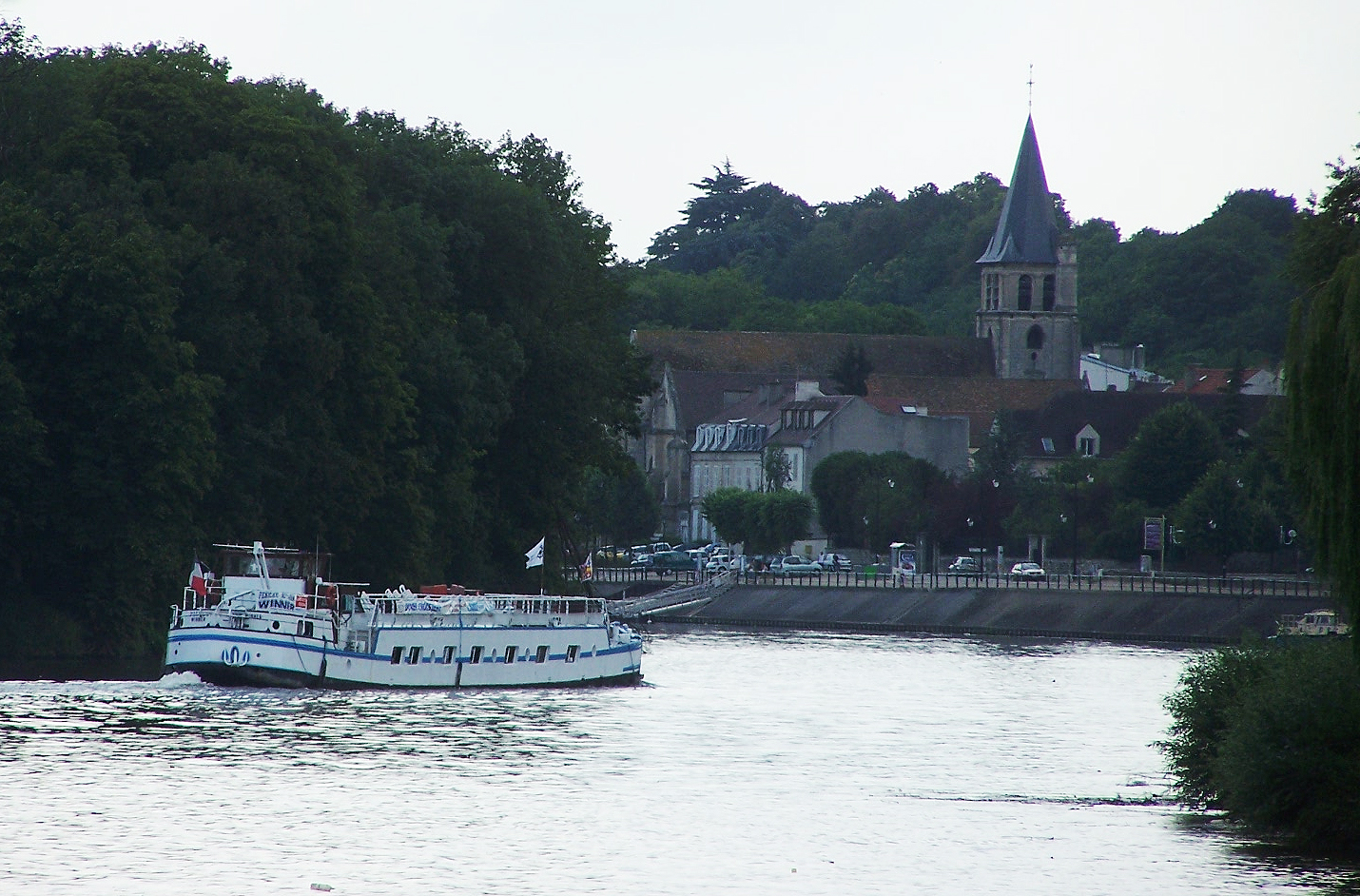
L'église Saint-Germain, devant la Seine.
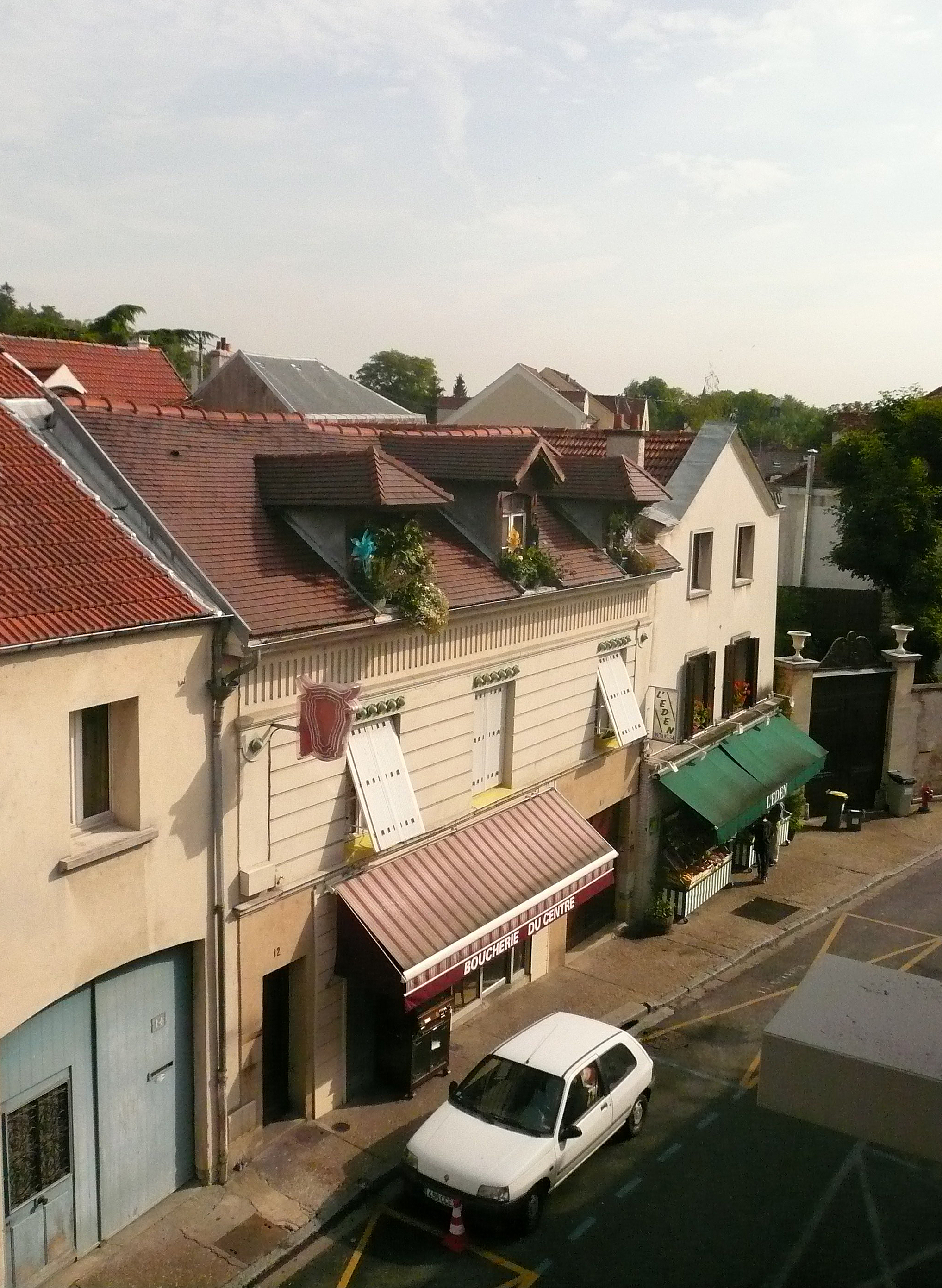
Rue du Général-Leclerc, centre-ville.

### Personnalités liées à la commune
- le général Lepic (1765-1827) a terminé sa vie à Andrésy où il s’était retiré en 1815.
- Ludovic-Napoléon Lepic (1839-1889), membre fondateur des impressionnistes, graveur, peintre, archéologue, séjournant fréquemment dans la propriété familiale d'Andrésy, est enterré à Andrésy.
- Léon Gaumont (1864-1946), inventeur et industriel français qui fut l’un des pionniers de l’industrie du cinéma, possédait une maison sur l’île du Devant, achetée en 1924 et détruite par les bombardements de la Seconde Guerre mondiale.
- Caroline Otero (1868-1965), courtisane de la Belle Époque, possédait une maison dans la commune.
- Raymond Renefer, pseudonyme de Jean-Constant-Raymond Fontanet (1879-1957), dessinateur, et peintre post-impressionniste, résida à Andrésy de 1928 à sa mort.
- Marcel Allain (1885-1969), romancier, co-créateur de Fantômas avec Pierre Souvestre (1874-1914) résida à Andrésy, villa Eden-Roc de 1939 à sa mort.
- Julien Green (1900-1998), écrivain, a vécu une partie de son enfance dans la commune. L'espace culturel de la commune porte son nom.
- René Ravo (1904-1998), dessinateur et affichiste, y a longtemps résidé[57].
- Annie Ducaux (1908-1996), comédienne, s'est installée à Andrésy à la fin des années 1930 et a habité la propriété sise 57, rue du Général-Leclerc.
- Bernard Lancret (1912-1983), acteur français, a habité la propriété sise 55, rue du Général-Leclerc.
- Andrée Pollier (1916-2009), artiste peintre, vécut à Andrésy.
- Ivry Gitlis (1922-2020), violoniste, a donné son nom à l'école de musique de la ville.
- Marcel Mouloudji (1922-1994), chanteur compositeur, vécut quelque temps au 56, rue du Général-Leclerc.
- Ahmed Mouici (né en 1963), chanteur du groupe Pow Wow, a vécu dans le centre-ville d'Andrésy.
- Gérard Baste (né en 1973), chanteur du groupe de rap Svinkels et présentateur télé sur Game One puis D17, réside à Andrésy.
- David Gitlis (né en 1978) et son frère John Gitlis (né en 1981), respectivement chanteur et batteur du groupe de néo-metal Enhancer formé en 1997 à Andrésy. Ils y sont nés.
- Randy de Puniet (né en 1981), pilote de moto GP, a passé son enfance dans la commune.

### Andrésy dans les arts

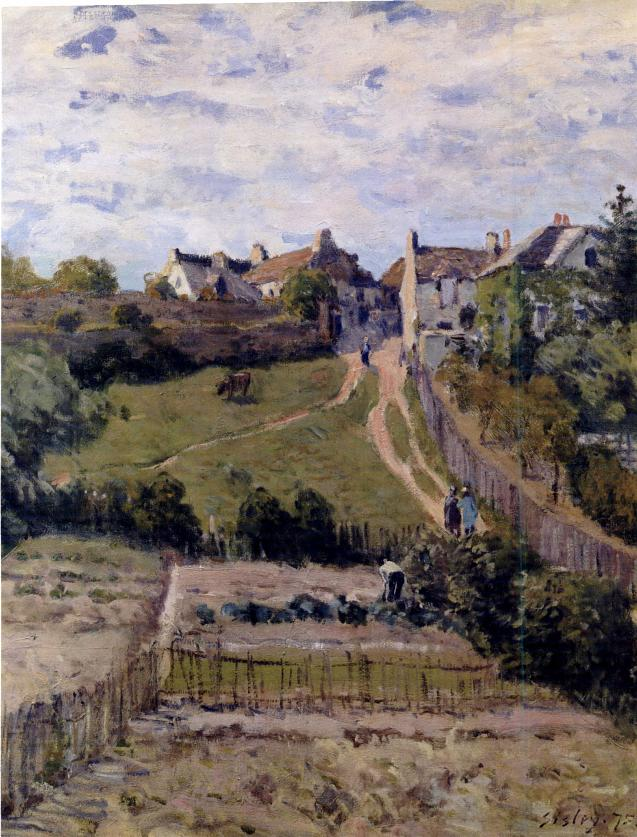
Alfred Sisley, Chemin montant. Un coin du village d'Andrésy (1875), localisation inconnue.

- Alfred Sisley y a peint Chemin montant. Un coin du village d'Andrésy en 1875 (œuvre non localisée).
- Maurice Leblanc a donné à son héros de romans policiers Arsène Lupin le pseudonyme de Raoul d'Andrésy (Andrésy étant le nom de jeune fille de la mère d'Arsène).

### Héraldique
| Armes d'Andrésy | Les armes d'Andrésy se blasonnent ainsi : De gueules à la galère antique d’or équipée d’argent voguant sur les ondes du même, au chef d’azur chargé de deux crosses adossées d’argent mouvant de la partition, accostées de deux fleurs de lis d’or. Ce blason a été approuvé par délibération du conseil municipal le 27 novembre 1948. La galère antique évoque la présence dans l’Antiquité d’une flotte romaine au confluent de la Seine et de l’Oise, le chef rappelle que le chapitre de Notre-Dame de Paris fut le seigneur spirituel et temporel d’Andrésy sous l’Ancien Régime. |